# Дань (амплуа)
Дань (кит. 旦, пиньинь dàn) — женское амплуа первого плана в китайской опере, исполняется обычно мужчинами. У каждого амплуа свой грим, костюмы, манера движения, различаются также манеры исполнения и разновидности партий (у одних — более сложные, вокальные, у других разговорные).

Из-за запрета исполнять роли женщинам, наложенного в 1772 году императором Цяньлуном, в докоммунистическом Китае за редкими исключениями все роли в пекинской опере исполняли мужчины, причём карьера актёра-дань была коротка, обычно длиной примерно в пять лет. С 1850-х годов дань стало вторичным и малопопулярным амплуа. В 1920-х годах, благодаря четырём актёрам — Мэй Ланьфану, Шан Сяоюню, Сюнь Хуэйшэну и Чэн Яньцю, — амплуа «дань» получило мощный толчок, эти роли сравнялись с мужскими по важности в пьесах и исполнительской сложности. С 1950-х годов дань обычно играют женщины.
Актёры и актрисы, исполнявшие роли дань в XIX веке, зачастую подрабатывали проституцией, а так как после полудня обычно ставили пьесы романтического содержания, после выступления дань отправлялись к своим любовникам; вечерние спектакли в основном были историческими драмами с лидирующими актёрами мужского амплуа шэн. При этом любовные отношения между маргинализированной группой молодых актёров со знатными и влиятельными патронами рассматривались обществом как форма заботы о первых, столь сильной, что преодолевает классовые различия. Появилась даже промежуточная профессия актёра-проститутки «сянгун».
Дань считались идеальными женщинами: юными, миловидными, скромными, с маленькими ножками (однако мужчины не бинтовали ноги, а лишь надевали маленькие башмачки на пальцы ног, поднимая пятку); их описывали в эротическом, феминизированном тоне.

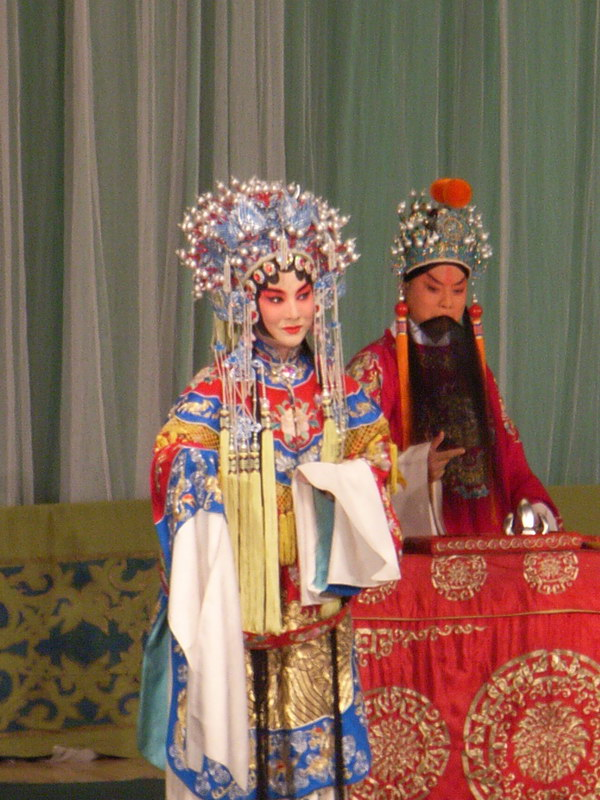
Цинъи
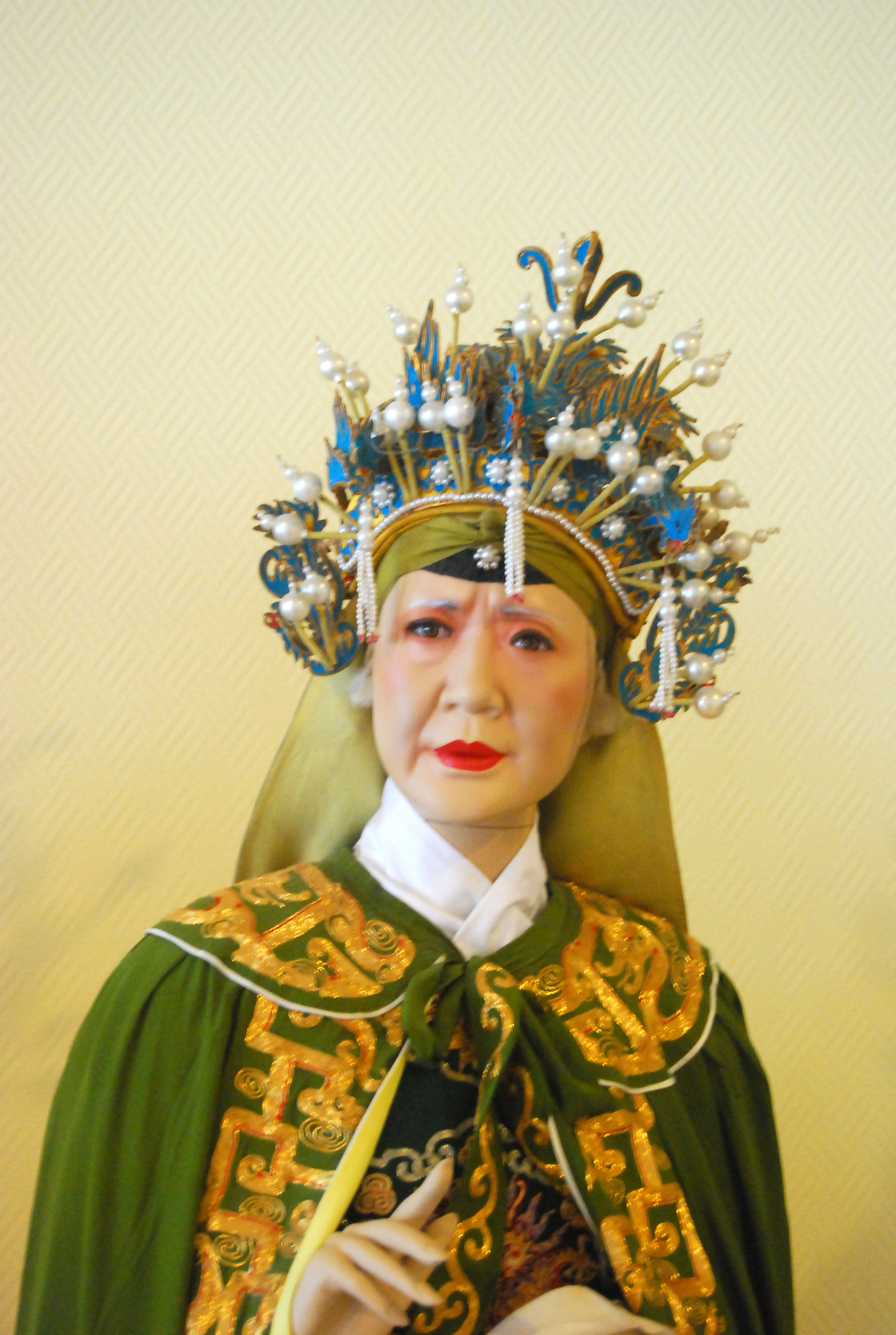
Лаодань Шэ Сайхуа[англ.]
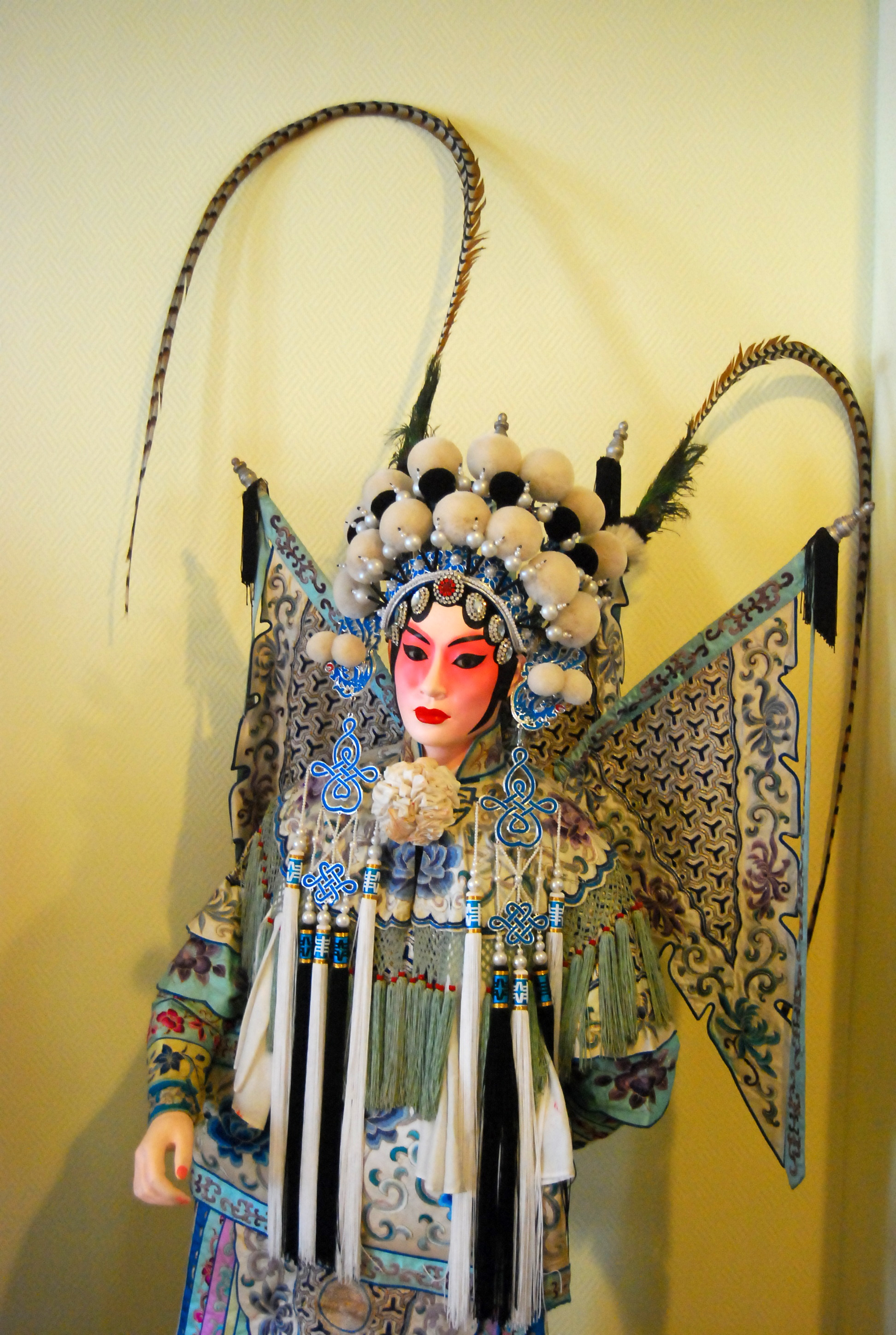
Удань в нюйинкао и цисин-эчжи, Му Гуйин
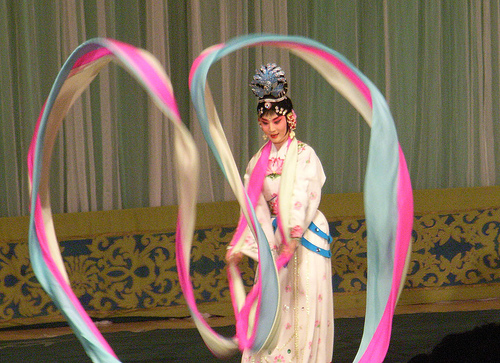
Хуадань

## Разновидности
Имеется разделение на четыре основных подтипа «дань».
«Старуха» — грустная пожилая женщина, ходит согнувшись, опираясь на трость. Лаодань — единственное амплуа из четырёх, не требующее обязательного макияжа и сложной причёски: «старухам» их седые волосы укладывают в простой пучок. «Старухи» обычно одеты в нюйпэй оливкового или коричневого цвета (в тон одежде мужа) с вышивкой золотого или других металлических цветов или в нюйсюэцзы тех же оттенков без вышивки. Главными талантами актёра, исполняющего эту роль, должны быть мастерство пения (собственным неизменённым голосом) и слова. Мелодии арий лаодань ближе к мужским, чем к женским, и включают наименьшее количество распевов из всех разновидностей этого амплуа.
Остальные дань накладывают грим, похожий на грим мужских персонажей первого плана шэн, за исключением рта (с помощью красной краски «рисуют» маленький красный рот) и наличия тёмно-розовых теней вокруг глаз и на щеках. Причёски всех молодых дань очень сложны, в результате чего у каждого актёра этого амплуа имеется личный парикмахер.
«Дева», цинъи, гуймэньдань или  — роль скромной девушки или благопристойной замужней женщины. У этого амплуа особенно много вокальных партий, исполняемых фальцетом. В реальности незамужние цинъи облачены в нюйпи и юбки пастельных оттенков — розовых, голубых, зелёных, с яркой вышивкой; выйдя замуж, они переоблачаются в более тёмные одежды. Цинъи из бедных или обедневших семей носят чёрные или тёмно-синие нюйсюэцзы, вероятно, давшие название всему амплуа. Синюю и тёмную одежду в Китае носили слуги. Рукава одежд актёров этого амплуа очень часто длинные.
«Кокетка», «служанка», «куртизанка» — хуадань, разновидность — «хуашань» — не имея значительного количества арий, участвует в диалогах и исполняет речитативы, другим основным элементом таких ролей являются мимика и жесты. Выступает своеобразным антиподом «деве». Данная роль получила большу́ю популярность благодаря реформам, проведённым в начале XX века актёрами Ван Яоцином и Мэй Ланьфаном. Хуадань часто носят куртку с юбкой или куртку со штанами. Рукава хуадань редко длинные, так как иначе сложно демонстрировать сложные жесты, характерные для амплуа. Роли хуадань могут быть комическими, включая, например, неверное цитирование известных всем классических стихов.
Хуашань — разновидность хуадань, изобретённая в первой половине XX века несколькими актёрами, включая Мэй Ланьфана. Это переходное амплуа, использующее приёмы всех трёх «молодых» дань — пение, пантомиму и военное искусство.
«Воительница» делится, в свою очередь, на «удань», чей костюм короче, а упор идёт на акробатические номера; и «даомадань» — всадницу-копьеносца в более длинном наряде. Характерный костюм воительниц — либо розовый или красный доспех нюйинкао с четырьмя флагами за спиной, либо реформированный вариант доспеха гайлянкао; на голове они носят шлем-диадему с семью лучами, обычно к тому же украшенную фазаньими перьями.

### Комментарии
1. ↑  кит. 相公, пиньинь xiànggong
2. ↑  кит. 老旦, пиньинь lǎodàn, палл. лаодань, буквально: «старая дань»
3. ↑  кит. 女帔, пиньинь nǚpèi
4. ↑  кит. 女褶子, пиньинь nǚxuézĭ
5. ↑  кит. 青衣, пиньинь qīngyī, палл. цинъи, буквально: «тёмная/синяя одежда»
6. ↑  кит. трад. 閨門旦, упр. 闺门旦, пиньинь guīméndàn, палл. гуймэньдань
7. ↑  кит. 正旦, пиньинь zhèngdàn, палл. чжэндань, буквально: «главная дань»
8. ↑  кит. 花旦, пиньинь huādàn, палл. хуадань, буквально: «цветочная дань»
9. ↑  кит. 花衫, пиньинь huāshān, буквально: «пёстрая рубашка»
10. ↑  кит. трад. 王瑶卿, упр. 王瑤卿, пиньинь wáng yáoqīng
11. ↑  кит. трад. 襖帬, упр. 袄裙, пиньинь ăoqún, палл. аоцюнь
12. ↑  кит. трад. 襖褲, упр. 袄裤, пиньинь ăokù, палл. аоку
13. ↑  кит. 武旦, пиньинь wǔdàn, буквально: «военная дань»
14. ↑  кит. трад. 刀馬旦, упр. 刀马旦, пиньинь dāomǎdàn
15. ↑  кит. трад. 女硬靠, пиньинь nǚyìngkào
16. ↑  кит. 改良靠, пиньинь gǎiliángkào, палл. гайлянкао
17. ↑  кит. трад. 七星额子, упр. 七星頟子, пиньинь qīxīng ézi, палл. цисин-эчжи

### Сноски
1. 1 2 3 4 5  Goldstein, 2007.
2. 1 2  Goldman, 2013.
3. ↑  Siu Leung, 2003.
4. 1 2 3 4 5  Xu, 2012.
5. 1 2 3  Wu, 2004.
6. 1 2 3 4 5 6 7 8  Wichmann, 1991.
7. 1 2 3  Образцов, 1957.
8. 1 2 3 4 5  Bonds, 2008.
9. ↑  Сорокин, 1987, с. 301.
10. ↑  Lovrick, 2011.
11. 1 2  Серова, 1970.
12. ↑  Beijing Opera. — «Daomadan is good at using pikes and spears, and at riding horses. Wudan always wears short robes and the role emphasizes acrobatics.» Дата обращения: 9 апреля 2014. Архивировано 25 марта 2014 года.